# أبو حفص النيسابوري
عمرو بن سَلَمة، أحد علماء أهل السنة والجماعة ومن أعلام التصوف السني في القرن الثالث الهجري، من قرية يقال لها «كورداباذ» عند نيسابور، وصفه الذهبي بأنه «الإمام القدوة الرباني، شيخ خراسان»، وقال عنه أبو عبد الرحمن السلمي «كان أحد الأئمة والسادة». روى عن حفص بن عبد الرحمن الفقيه، وصحب أحمد بن خضرويه، وأخذ عنه أبو عثمان الحيري، وأبو جعفر بن حمدان، وحمدون القصار. توفي سنة 264 هـ.

## من أقواله
- من إهانة الدنيا، أني لا أبخل بها على أحد ولا أبخل بها على نفسي لاحتقارها، واحتقار نفسي عندي.[4]
- التصوف كله آداب، لكل وقت أدب، ولكل مقام أدب، فمن لزم آداب الأوقات بلغ مبلغ الرجال، ومن ضيع الأداب فهو بعيد من حيث يظن القرب، ومردود من حيث يرجو القبول.[2]